# Joaquim Monteiro de Carvalho
Joaquim Monteiro de Carvalho, o Baby (Rio de Janeiro, 1913 - Rio de Janeiro, 1º de outubro de 2008), foi um engenheiro, empresário e playboy brasileiro. Considerado um dos criadores da indústria automotiva no Brasil, sua família esteve diretamente envolvida na instalação da Volkswagen no país.

## Família e vida privada
Baby é fruto do casamento de Alberto Monteiro de Carvalho e Silva, engenheiro e arquiteto, com Beatriz de Souza Castro; em 1919 ele fundou, com o amigo de infância Olavo Egydio de Souza Aranha Jr. a "Monteiro Aranha Engenharia", início do que viria a se tornar o Grupo Monteiro Aranha; é comum nas altas rodas a ideia de que Beatriz dividia a cama com ambos os sócios.
Em 13 de agosto de 1923 conhecera, na festa de inauguração do Copacabana Palace (o "Copa") Jorginho Guinle, também futuro playboy e então com sete anos, de quem seria amigo por toda a vida. Mais tarde combinaram que se um dos dois ficasse pobre o outro ajudaria - e Baby cumpriu a promessa, quando o amigo perdeu a fortuna. Juntos frequentaram o jet set mundial; Baby foi um grande apreciador do esporte e da boa culinária.
Do casamento nasceram Joaquim e Alberto que, na década de 1940, casara-se com a marquesa de Salamanca, a espanhola Maria de Lourdes de Salamanca y Caro, com quem foi pai do empresário Olavo Egydio Monteiro de Carvalho. Com a morte prematura do irmão, e a volta da viúva para a Europa, o sobrinho passara a conviver com os cinco filhos que Baby tivera com a mulher, Evinha - Astrid, Sergio Alberto, Ana Maria, Joaquim Álvaro e Celi Elisabete Júlia (conhecida como Lilibeth).
Sua filha Lilibeth fora casada, entre 1975 e 1981, com aquele que viria a ser o primeiro presidente do Brasil a sofrer impeachment, Fernando Collor de Mello, com quem teve dois filhos: Arnon Affonso e Joaquim Pedro - uma união que mereceu uma das maiores festas até então vistas no Rio de Janeiro, mas que viria a terminar por ele tê-la surrado de forma tão violenta que ela permanecera parcialmente surda por algum tempo. Após a separação, ela adotou uma filha, Constança, e viria a se casar por mais três vezes; numa dessas, com o banqueiro Aldo Floris, teve mais um filho, Sérgio; sua última união foi com o modelo negro Walter Rosa, com quem, aos 47 anos e por meio de fertilização in vitro, teria mais uma filha, Nina.
O sobrinho, Olavo, marquês de Salamanca, ao lado do talento empresarial também ganhou reputação pelas grandes festas, numa das quais o líder dos Rolling Stones Mick Jagger teria engravidado a então modelo Luciana Gimenez.
Em 2006, sua neta Astrid, filha de Sergio Alberto, protagonizou um grande escândalo na alta sociedade carioca. Ela já fora casada com o jogador de vôlei Guilherme Luiz Marques e tivera um conturbado relacionamento de dois anos com o apresentador Luciano Huck (que a abandonara para ficar com Angélica) e, finalmente, se casara com Marcos Campos; durante a união, nasceu o filho Antonio, que, segundo  ela revelou, naquele mesmo ano,  era, na verdade, filho do milionário Alexandre Accioly.

### Amante e filha extraconjugal
Valéria Braga, uma comerciante de arte casada, teria por mais de três décadas mantido um romance com Baby e, com ele, tivera em 1972 uma filha - Alessandra Rabello. Em maio de 2000, tornou-se público que a filha entrara em São Paulo com uma ação de investigação de paternidade contra o pai, então com 87 anos. Até o ano anterior, ela acreditava ser filha do empresário Marco Paulo Rabello, de quem a mãe se separara após seu nascimento.
Baby, que continuava até então a manter um relacionamento com as duas, tratando a filha como se fosse uma neta, distanciou-se delas e sequer concordou com a realização de um exame de DNA - o que foi entendido pela justiça como uma confissão, sendo assim determinado o reconhecimento da paternidade.

## Formação e atividade empresarial
Baby formou-se em engenharia na Suíça (Zurique); foi vice-presidente do conselho de administração do grupo fundado pelo pai.
Investiu na criação da Klabin, entrando assim para o ramo de papel e celulose; participou da criação da indústria petroquímica no Brasil e, no governo de Juscelino Kubitschek (1956-1961) foi um dos responsáveis pela vinda da Volkswagen ao país; junto à Owens-Illinois a família havia criado a Cisper (Companhia Industrial São Paulo e Rio), que administrou até tornar-se a maior empresa da América Latina na produção de embalagens de vidro.
Junto ao conde Frédéric Chandon de Briailles, da Moët & Chandon, fundou em 1977 no Rio Grande do Sul a Vinícola Chandon, situada na cidade de Garibaldi.

## Morte
Internado no Hospital Samaritano, na Zona Sul da capital carioca, em 15 de setembro de 2008, Baby veio a falecer aos 95 anos, por falência de múltiplos órgãos, quinze dias depois.
Foi velado na casa em que passara toda a sua vida, em Santa Teresa, e enterrado no túmulo da família no cemitério São João Batista.